# Alfabeto 'Phags-pa

El alfabeto de 'Phags-pa fue un sistema de escritura utilizado en China y Mongolia durante la época de la dinastía Yuan (1234 - 1368). Esta escritura se utilizó para los diversos idiomas que se hablaban en el imperio Yuan, de origen mongol, entre ellos el chino, el mongol, el tibetano, el uigur y el tangut. Se utilizó también para transcribir el sánscrito en textos budistas. Aunque su uso fue habitual en el ámbito oficial, nunca llegó a gozar de popularidad y cayó en desuso tras el fin de la dinastía Yuan.
El alfabeto de 'Phags-pa tiene un gran interés filológico al tratarse del primer caso en que se empleó una escritura de tipo fonético para la lengua china. Gracias a ese carácter fonético, los textos 'Phags-pa han ayudado a reconstruir la fonología del chino, el mongol y el tibetano de la época. 

## Historia
El alfabeto fue creado por el monje tibetano Drögon Chögyal, conocido por el título honorífico de lama 'Phags-pa, a instancias del emperador mongol Kublai Kan, fundador de la dinastía Yuan. Kublai Kan encargó al monje la tarea de diseñar un alfabeto unificado que se pudiera utilizar para todas las lenguas habladas en el extenso territorio del imperio Yuan.
El lama 'Phags-pa se basó en el alfabeto tibetano de su lengua materna, añadiéndole nuevas letras para representar sonidos del mongol y el chino y adoptando el formato vertical de escritura al estilo del alfabeto mongol de origen uigur que se utilizaba por aquel entonces.
A la nueva escritura se la conoció en mongol como "escritura cuadrada", mientas que en chino y tibetano se la designó "nueva escritura mongola".
A pesar de que el alfabeto de 'Phags-pa gozó del reconocimiento como sistema de escritura oficial del imperio, su uso no parece haberse extendido más allá del ámbito de la administración pública del Estado Yuan, y son muy pocos los textos 'Phags-pa de carácter privado que han llegado a nuestros días. A la caída de la dinastía Yuan, se abandonó totalmente su uso en chino y mongol, aunque los mongoles seguirían utilizándolo durante algún tiempo para anotar fonéticamente la pronunciación de los caracteres chinos. En tibetano, el sistema ha pervivido como una escritura decorativa hasta la época actual.

## Características

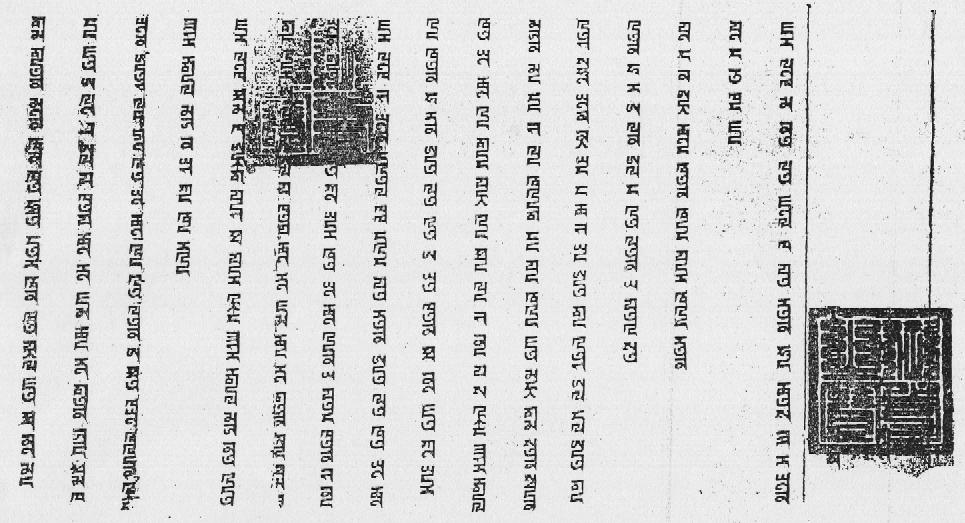
Edicto imperial de la época Yuan en alfabeto de 'Phags-pa.

La escritura de 'Phags-pa tiene las características de los sistemas de escritura conocidos como abugidas, silabarios en los que existen diferentes signos para consonantes y vocales y reglas de composición para unir estos elementos fonéticos básicos en bloques silábicos. Algunos estudiosos han apuntado la posibilidad de que el alfabeto de 'Phags-pa esté en el origen del sistema hangul utilizado en el coreano actual.

## Unicode
La especificación Unicode de códigos de caracteres para la representación electrónica de texto incluye desde la versión 5.0.0 el alfabeto de 'Phags-pa. Las 56 letras de 'Phags-pa abarcan el rango de puntos de código entre los valores U+A840 y U+A877.